# Arsenal (marina de guerra)

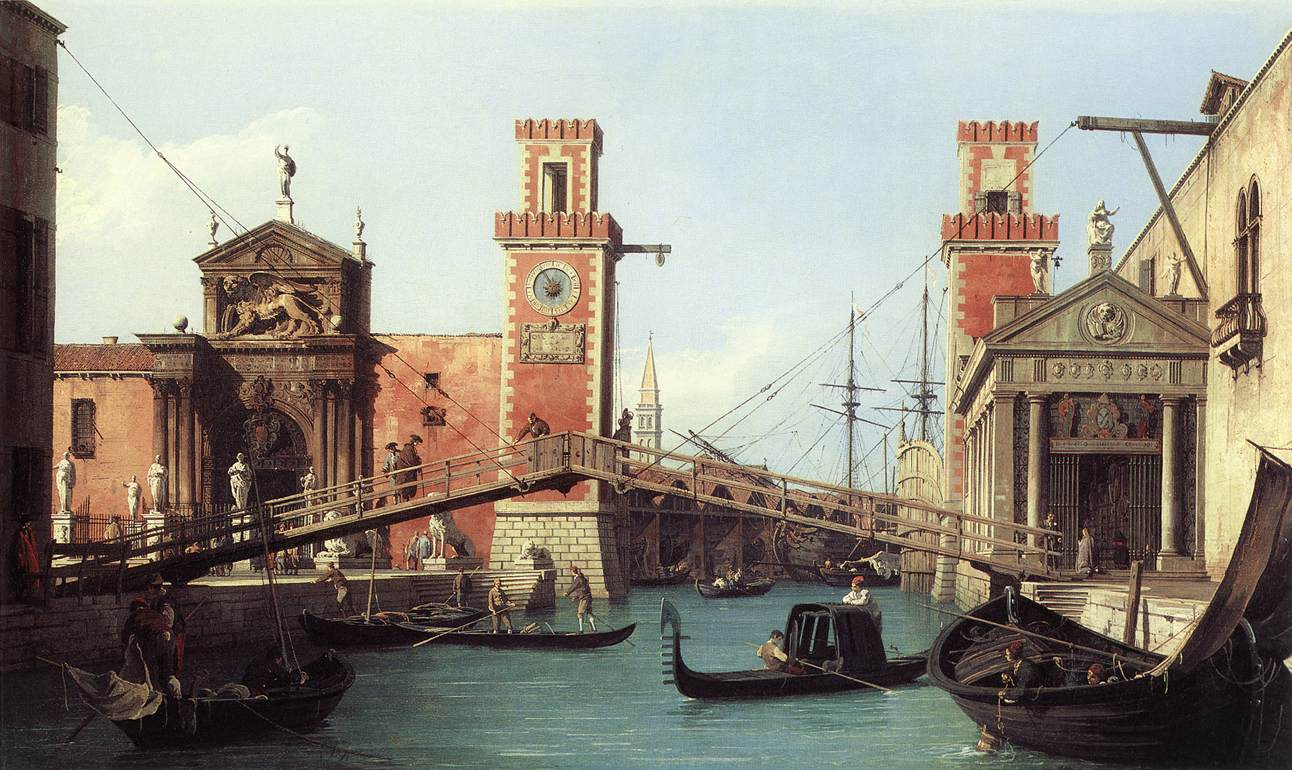
Vista de la entrada al Arsenal de Venecia, de Canaletto, 1732

Un arsenal es un establecimiento marítimo-industrial, emplazado en paraje con directa o fácil comunicación con el mar, en el que se construyen, conservan, habilitan, reparan y aprovisionan buques de guerra. Los arsenales son un factor importantísimo para la potencialidad naval de un país, por lo que se procura que, los mejor dotados posibles, estén situados en puntos del litoral, resguardados y en condiciones de buena defensa, para que constituyan sólidas bases estratégicas en las operaciones marítimo-militares.
Integran todo arsenal varias construcciones y obras hechas fuera y dentro del agua como: dársenas, gradas de construcción, varaderos, diques, careneros, grúas, máquinas, etc., y distintos edificios apropiados para llenar las necesidades de los múltiples servicios y labores que se realizan en estos centros de actividad y trabajo. Todas las dependencias de una arsenal pueden ser agrupadas en dos grandes secciones: la destinada a la construcción del barco, astillero, y la de armamento y habilitación, que es la que constituye el arsenal propiamente dicho.

## Historia
Entre los pueblos que construyeron arsenales marítimos figuran en primer término los fenicios, por ser la navegación la principal manifestación de su actividad y el origen de sus riquezas. Pueblo esencialmente marinero, las costas de su patria no contaban con radas y ensenadas ad hoc  para el abrigo y la seguridad de las embarcaciones, por lo que suplieron con medios artificiales lo que la naturaleza les había negado. Se puede considerar las Neorias del puerto de Tiro como un verdadero arsenal, en el sentido de edificios destinados al mismo objeto que son los modernos. La palabra cothon tiene la acepción de puerto artificial. Los arsenales de Cartago ocupaban el fondo del segundo puerto, es decir, el destinado a la armada cartaginesa, pues el primero servía para el tráfico (véase puertos púnicos de Cartago). El puerto de Útica, aunque no perviven restos, es de suponer que contó con un arsenal, según los arqueólogos.
La iniciativa de los verdaderos arsenales (ergasterion) se debe a los griegos, que establecieron en las [polis]] (ciudades) marítimas, en las que había todo lo necesario para el armamento de las naves, como los trirremes. Era célebre el arsenal de El Pireo, el puerto de Atenas. En este arsenal estuvo el depósito de máquinas de guerra que Milcíades utilizó en la isla de Paros, cuya importancia fue en aumento hasta la época de Demetrio Poliorcetes. Después de la guerra de Decelia (tercera y última fase de la guerra del Peloponeso) fue preciso construirlo de nuevo, tarea de la que se hizo cargo el arquitecto Filón de Bizancio durante el gobierno de Licurgo. Este arsenal fue destruido por Lucio Cornelio Sila cuando se apoderó de Atenas. Los griegos fundaron además arsenales navales en sus puertos y colonias, mereciendo citarse el de Siracusa, con gran provisión de armas y máquinas de guerra, y los de Rodas, Corinto y Massalia.
En cuanto a los romanos después de la invasión de Provenza por los cimbros durante la guerra cimbria, en Massalia se estableció uno de los principales depósitos de máquinas, armas y pertrechos marítimos. Estos arsenales también se establecieron en muchas otras ciudades de la República romana, primero, y del Imperio romano, después. Contaban con un numeroso personal de operarios organizados en decurias, con empleados encargados de la contabilidad llamados scribae armamentarii, estando todos bajo la dirección del armae custos.
Los más importantes arsenales son, o han sido, entre otros: Kiel, Gdansk, Ludwigshafen, Trieste, Pula, Río de Janeiro, Amberes, Valparaíso, Copenhague, Nueva York, Baltimore, Boston, San Diego y San Francisco, Tolón, Lorient, Brest, Cherburgo, Rochefort, Flesinga, Texel, Woolwich, Chatham, Hereford, Pembroke, Plymouth, Portsmouth, Sheernes, La Valeta, Gibraltar, Hong Kong, Calcuta, Spezia, Nápoles, Venecia, Tarento, Sasebo, Veracruz, Atarazanas de Barcelona, Cariskrona, Horteu, Callao, Lisboa, Cronstadt, Sveaborg, Arcángel, Odesa, Nicolaiev, Sebastopol, Vladivostok, Estocolmo, Estambul, Salónica, Montevideo, Cartagena, Cádiz, Ferrol y Puerto Belgrano (Arsenal Naval Puerto Belgrano).

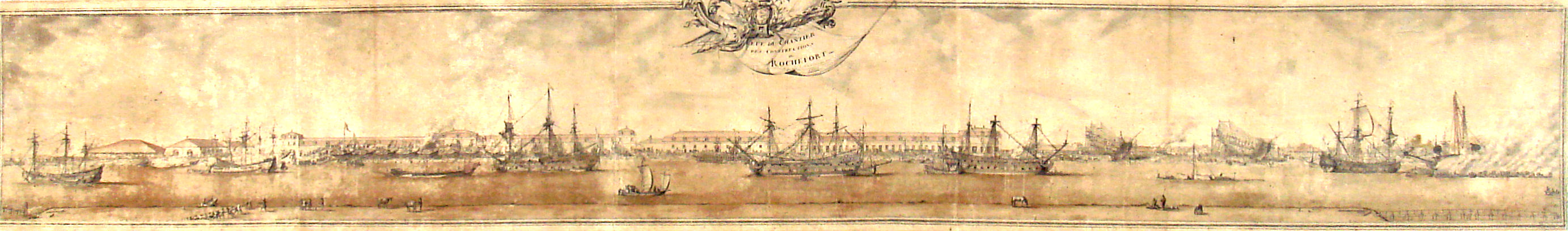
El arsenal de Rochefort en 1690